# علاء العثماني
علاء العثماني (مواليد 6 يوليو 1984) هو لاعب رماية تونسي. مثّل بلاده في منافسات الرماية بالمسدس الهوائي 10م في الألعاب الأولمبية الصيفية 2020.

## طوكيو 2020
تأهل العثماني للمشاركة في أولمبياد 2020 بعد تحقيقه للمجموع اللازم في تاريخ 31 مايو 2020 حسب مشاركاته في بطولة العالم للاتحاد الدولي لرياضة الرماية 2018، وسلسلة كأس العالم للاتحاد الدولي لرياضة الرماية 2019، والبطولات الأفريقية.
| الرياضيّ       | الحدث                  | التصفيات | التصفيات | النهائي  | النهائي  |
| الرياضيّ       | الحدث                  | النقاط   | الترتيب  | النقاط   | الترتيب  |
| ------------- | ---------------------- | -------- | -------- | -------- | -------- |
| علاء العثماني | مسدس هوائي 10 متر رجال | 563      | 34       | لم يتأهل | لم يتأهل |